# 九三学社江西省委员会
九三学社江西省委员会，简称九三江西省委、九三学社江西省委、江西九三学社，是九三学社在江西省的地方组织。

## 历史
1959年3月，九三学社中央委员会成立九三学社南昌学习小组，时有社员4名。文化大革命开始后，该小组同其他民主党派停止活动。1981年12月25日，成立九三学社中央直属南昌小组，标志九三学社江西组织的恢复。1983年10月29日，成立九三学社江西省工作委员会筹备组，廖延雄任组长。1985年9月3日至5日，在南昌召开九三学社江西省第一次社员代表大会，选举产生九三学社江西省第一届委员会，标志着九三学社江西省委员会的正式成立。

## 历届委员会
第一届
- 任期：1985年9月－1988年5月
- 主任委员：廖延雄
- 副主任委员：薛士良、葛仁勇
- 秘书长：徐文星

第二届
- 任期：1988年5月－1992年6月
- 主任委员：廖延雄
- 副主任委员：薛士良、葛仁勇、王贤才
- 秘书长：葛仁勇（兼）

第三届
- 任期：1992年6月－1997年6月
- 主任委员：廖延雄
- 副主任委员：薛士良、葛仁勇、王贤才、陆龙文
- 秘书长：葛仁勇（兼）

第四届
- 任期：1997年6月－2002年6月
- 主任委员：
- 副主任委员：
- 秘书长：

第五届
- 任期：2002年6月－2007年6月
- 主任委员：邵鸿[2]
- 副主任委员：蒋凤池、李华栋、宋京伟、周浪
- 秘书长：陈汉杰

第六届
- 任期：2007年6月－2012年6月
- 主任委员：李华栋[3]
- 副主任委员：宋京伟、周浪、洪三国、栾波
- 秘书长：彭毅夫

第七届
- 任期：2012年6月－2017年6月
- 主任委员：李华栋[4]
- 副主任委员：洪三国、栾波、李广振、张玉清、辛洪波
- 秘书长：肖礼庆

第八届
- 任期：2017年6月－
- 主任委员：李华栋[5]
- 副主任委员：洪三国、李广振、张玉清、辛洪波、肖礼庆、张伟
- 秘书长：田荣